# Jesu fødsel
I Bibelen findes beretningen om Jesu fødsel i Det Nye Testamente. Her nævnes den i Mattæusevangeliet, Lukasevangeliet og Johannesevangeliet. 
At Jesus var født i Betlehem, beskrives både i Matthæus- og Lukasevangeliet, men det fremgår ikke af de hellige skrifter, hvilken dato, det skete. To af evangelierne nævner det påfaldende i, at Jesus voksede op i den modsatte ende af landet, i Nazaret. Lukas nævner, at Josef og Maria havde hjemme i Nazaret (hvor bebudelsen havde fundet sted), og at de midlertidigt rejste til Betlehem i forbindelse med den af kejser Augustus beordrede folketælling. Efter kong Herodes ' barnemord i Betlehem flygter Jesus og hans familie til Egypten, hvorfra de ikke vender tilbage til Nazaret, før Herodes er død. 
Det er ofte blevet nævnt, at Paulus breve (skrevet før hans død i 60'erne), intet beretter om de ydre omstændigheder omkring Jesu fødsel. Paulus oplyser kun, at "da tidens fylde kom, sendte Gud sin søn, født af en kvinde, født under loven" (Gal 4,4). Begivenhederne i Betlehem, folketællingen og jomfrufødslen nævnes ikke, selv om evangelisterne beskriver disse ting så tidligt som midt i 1. århundrede. Årsagen kan være, at Paulus regner med at menighederne, der modtager hans breve, allerede kender evangelierne, og at det derfor er unødvendigt at nævne de samme ting i hans breve. Desuden er der en åbenlys genreforskel mellem Paulus' breve og evangelierne: Hvor evangelierne er egentlige biografier over Jesu liv, er brevene vejledninger i frelsen, loven, nadveren og lignende. Derfor falder en livshistorie naturligt uden for brevlitteraturens tematikker. I Galaterbrevet 4,4 hvor Paulus strejfer Jesu fødsel, er konteksten således hvordan Gud ønsker at løskøbe mennesker fra lovens slavevilkår.